# 조지 쇼 (독립운동가)
조지 루이스 쇼(영어: George Lewis Shaw, 1880년 ~ 1943년)는 아일랜드와 일본 혼혈인 영국인 기업인으로, 일제강점기에 있었던 조선인의 망명 계획과 한국의 독립운동을 지원한 공로로 1963년에 대한민국 정부로부터 건국훈장 독립장이 추서된 외국인 독립운동가이다.

## 생애
아일랜드인 아버지와 일본 사무라이 집안의 일본인 어머니 사이에서 태어났다.
대한민국 임시정부에서 연통제를 실시하게 되자 일본 영사관 경찰의 권한이 미치지 못하는 이륭양행 건물의 2층에 임시정부 단둥 교통국의 연락사무소를 설치하도록 도왔으며, 이륭양행에서 경영하는 무역선을 이용하여 독립운동에 필요한 무기 운반, 군자금 전달, 독립운동가의 출입국, 한국 국내와 임시정부와의 연락 등 중요한 창구역할을 했으나, 1920년 7월에 내란죄로 일본 경찰에 체포되어 옥고를 치렸다.
김구가 1919년 봄에 동료 독립운동가 15명과 함께 상하이로 망명할때도 이륭양행의 배편을 이용한 것으로 기록되어 있으며, 1919년 11월에는 고종의 다섯째 아들인 의친왕을 망명시키는 시도가 이루어지던 당시에도 단동 교통국이었던 이륭양행을 통해 의친왕의 망명 계획을 진행하였다. 독립운동가들을 숨겨주며 상하이로 오가는 선편을 제공하는 한편, 이륭양행의 사장인 본인의 이름으로 우편물의 왕래를 담당하였을 뿐 아니라, 무기수입의 편의까지 제공하였다.
조지 쇼는 또다른 한국인 독립운동 단체인 의열단을 지원하기도 했는데, 미국인인 님 웨일즈가 쓴 아리랑에서 독립운동가 김산이 조지 쇼의 활약에 대하여 남긴 증언을 다룬, 다음과 같은 내용이 있다.
의열단은 여덟 개의 전략적 건축물을 파괴하고 모든 대도시에 있는 일본인 관헌을 암살하기 위한 계획을 세웠다. 이 목적을 위하여 그들은 비밀리에 200여 개의 폭탄을 한국에 들여왔다. 폭탄은 단둥에 있는 영국계 회사 앞으로 보내는 의류품 화물상자에 넣어 이 회사 소유의 기선에 실어 상해에서 보냈다. 단둥회사의 지배인은 아일랜드인 테러리스트였는데, 우리 한국인들은 그를 ’샤오‘라고 불렀다. 그는 일본인을 거의 영국인만큼이나 싫어했다. 그래서 커다란 위험을 무릅쓰고 한국 독립운동을 열렬히 지원해 주었다. 샤오 자신이 상해로 가서 ’죽음의 화물‘ 선적을 감독하였다. 그는 돈은 한 푼도 받지 않고 오로지 동정심에 스스로 한국을 도와주었다. 한국인 독립운동가들은 몇 년 동안 그의 배로 돌아다녔으며, 위험할 때는 단둥에 있는 그의 집에 숨었다. 샤오는 일본 경찰에 체포 되었고, 또 자기 직업을 잃어버렸다. 감옥에서 풀려나자 그는 상해로 갔으며, 임시정부는 대규모 대중집회를 열어 그를 환영하였다. ’샤오‘는 한국의 독립을 위하여 이런 희생을 한 것이 자랑스럽고 기쁘다고 말했다.

대한민국 정부에서 1963년에 건국훈장 독립장을 추서했으나 그의 후손을 찾지못해 정부에서 보관하다 2012년에 후손에게 건국훈장 독립장을 전달하였다.